# USBL
ユナイテッド・ステイツ・バスケットボール・リーグ（United States Basketball League）はアメリカ合衆国のバスケットボールの独立リーグ。略称はUSBL。1985年に設立され、1989年以外は連続して運営が続けられていたが、2007年シーズンを最後に終了した。
リーグは4月 - 6月の春季に開催されていた（そのため、オールバニ・パトルーンズはCBAにも加盟している）。

## 最終所属チーム
- オールバニ・パトルーンズ (Albany Patroons) - ニューヨーク州オールバニ
- ブルックリン・キングス (Brooklyn Kings) - ニューヨーク州ブルックリン
- ドッジシティ・レジェンド (Dodge City Legend) - カンザス州ドッジシティ
- カンザス・ケイジャーズ (Kansas Cagerz) - カンザス州サライナ
- ロングアイランド・プライムタイム (Long Island PrimeTime) - ニューヨーク州フラッシング
- オクラホマ・ストーム (Oklahoma Storm) - オクラホマ州イーニド

## 歴代優勝チーム
- 1985 - スプリングフィールド・フェイム
- 1986 - タンパベイ・フラッシュ
- 1987 - マイアミ・トロピクス
- 1988 - ニューヘブン・スカイホークス
- 1989 - 開催せず
- 1990 - ジャクソンビル・フーターズ
- 1991 - フィラデルフィア・スピリット
- 1992 - マイアミ・トロピクス
- 1993 - マイアミ・トロピクス
- 1994 - ジャクソンビル・フーターズ
- 1995 - フロリダ・シャークス
- 1996 - フロリダ・シャークス
- 1997 - アトランティックシティ・シーガルズ
- 1998 - アトランティックシティ・シーガルズ
- 1999 - アトランティックシティ・シーガルズ
- 2000 - ドッジシティ・レジェンド
- 2001 - ペンシルベニア・ヴァレードーグズ
- 2002 - オクラホマ・ストーム
- 2003 - ドッジシティ・レジェンド
- 2004 - ペンシルベニア・ヴァレードーグズ
- 2005 - ドッジシティ・レジェンド
- 2006 - ネブラスカ・クレインズ
- 2007 - カンザス・ケイジャーズ

## リーグでプレイした選手
- ダレル・アームストロング (Darrell Armstrong)
- マグジー・ボーグス (Muggsy Bogues)
- マヌート・ボル (Manute Bol) - 身長231cmのNBA選手
- ロイ・ジョーンズ・ジュニア (Roy Jones Jr.) - プロボクサー
- ナンシー・リーバーマン (Nancy Lieberman) - 史上初めて男子リーグでプレイした女性選手（女性殿堂入りを果たしている）
- テレル・オーウェンス (Terrell Owens) - NFL選手
- ランディ・モス (Randy Moss) - NFL選手
- スパッド・ウェブ (Spud Webb)
- ゴードン・ジェームス(Gordon James)
- 中川和之
- 金井善哲
- 森下雄一郎